# Turcupichun
Turcupichún fue el toqui de los Aillarehues mapuche en las cercanías de Concepción y el valle de Río Biobío, Chile desde 1557 a 1558. 

## Desarrollo
García Hurtado de Mendoza, marqués de Cañete desembarcó a principios de junio de 1557 en la Isla Quiriquina, en la desembocadura del río Andalién la bahía de Concepción. Poco después, envió mensajeros a los Aillarehues locales para venir y presentar sus respetos a los españoles. Turcupichun y los demás lonko se reunieron en un gran koyang donde abogó por la resistencia hasta la muerte y lo eligieron para substituir al toqui Lautaro, ya muerto.
Turcupichun condujo a su ejército para construir un pucará de la altura de Andalicán, cinco leguas (24 km) al sur de Concepción, que dominaba la costa de Arauco y envió destacamentos para cubrir los puntos de cruce en el río Bío Bío. El gobernador García de Mendoza lo engañó al construir balsas en uno de estos puntos de cruce, pero utilizando al final los barcos de su flota para llevar a su ejército a través de la boca del río. Turcupichun entabla combate y fue derrotado por el ejército de Mendoza en la Batalla de Lagunillas. Después de esta derrota de su ejército se replegó y se unió a Caupolicán para luchar en la batalla de Millarapue. Después de la batalla, Turcupichun fue acusado por Caupolicán de la derrota cuando su tercera división da marcha para atacar la retaguardia española, a lo cual no llegó a tiempo.  Enojado por la acusación, se retiró a defender su propia tierra.
Tras la ejecución de Caupolicán, Turcupichun intentó organizar una nueva revuelta y un ataque a Concepción, pero el corregidor español de la ciudad, Jerónimo de Villegas descubrió su intento y envió a Juan Galiano con algunos soldados para atacar a él primero. Se movió Galiano adonde acampaba, presentó en la noche lo capturaron y algunos de sus compañeros y volvió con ellos a la ciudad en la que fue colgado en la plaza. Después de su muerte, su ejército eligió a  Lemukawün como su sucesor.